# Ambon (eiland)
Ambon is een eiland in de Indonesische eilandengroep de Molukken, ruim twaalf kilometer van het eiland Seram en behoort bestuurlijk tot de provincie Molukken of Zuid-Molukken. Ambon bestaat uit twee schiereilanden, verbonden door een landengte bij de stad Paso. Tussen de beide schiereilanden strekt zich de brede baai van Ambon uit. Het noordelijke deel Hitoe is veel groter dan het zuidelijke deel van het eiland dat Leitimor of Lahi-Timor heet. Hitoe heeft de hoogste bergen en is zwaar bebost.
Ambon heeft een oppervlakte van 761 km² en het hoogste punt is 1038 meter. Er wonen ruim 300.000 mensen. De belangrijkste stad heet eveneens Ambon.

## Koloniale geschiedenis
- In 1513 waren de Portugezen de eerste Europeanen die voet aan wal van het eiland zetten en het Amboina noemden. Rond 1527 verklaarden ze het tot Portugees bezit.
- In 1521 verschenen de Spanjaarden op het toneel, die zich in 1534 terugtrokken.
- Tot 1580 hadden de Portugezen moeite de plaatselijke bevolking te onderwerpen en beslag te leggen op de specerijenhandel, die bedreven werd vanaf Ternate.
- In 1599 arriveerde Wijbrant van Warwijck. Hij had geen succes met het kopen van kruidnagels.
- In 1600 landde Steven van der Hagen op Hitoe. Hij sloot een pact met de bevolking. In Kaitetu, vlak bij Hila, kwam de eerste Nederlandse factorij.
- In 1602 verscheen Andrea Furtado de Mendonça die de bevolking kwam straffen die met de Hollanders handel dreef, en hield zodanig huis dat de Portugezen tot 23 februari 1605 heer en meester bleven op Ambon.
- 22 februari 1605: aankomst van de tweede Nederlandse expeditie naar Ambon onder Steven van der Hagen. Met behulp van de vlootstrijdkrachten van Hitoe zeilde hij de baai binnen en nam het Portugese fort bij Hila-baai over, dat vervolgens hernoemd werd tot Fort Victoria. Ook de overige Portugese bezittingen op het eiland werden overgenomen. Frederik de Houtman werd benoemd tot eerste gouverneur van het eiland. Het gebied werd Amboina genoemd.
- In 1610 besloten de eilanden - door tussenkomst van kapitein Hitoe - in een "Eeuwig Verbond" om alleen aan de Hollanders specerijen te leveren.
- In 1611 kwam Pieter Both aan en tot 1619 was Ambon de plaats waar de Gouverneur-generaal van Nederlands-Indië was gevestigd.
- Tussen 1614 en 1616 was Adriaen Maertensz. Block gouverneur van het eiland. Hij kreeg veel kritiek bij het vormen van een juridische raad. Hij werd vervangen door Van der Hagen en in 1618 werd Herman van Speult zijn opvolger.
- In 1619 werd Batavia de nieuwe standplaats van de gouverneur.
- In 1623 werden tien Engelsen in dienst van de Engelse Oost-Indische Compagnie, negen Japanners en een Portugees, beschuldigd van verraad, gemarteld, en door een VOC-rechtbank ter dood veroordeeld. Op 9 maart 1623 werden zij onthoofd. Deze kwestie, bekend geworden als de "Ambonse Moord" of Amboyna Massacre in het Engels, leidde tot een jarenlang slepend conflict tussen Engeland en de Republiek der Zeven Verenigde Nederlanden.
- In 1637 werd Fort Amsterdam gebouwd aan de Hila Baai.
- Cromwell eiste Nieuw-Nederland op en een schadevergoeding voor de nabestaanden, in verband met de dood van de Engelsen in 1623.
- In 1673 publiceerde John Dryden het boek Amboyna; or the Cruelties of the Dutch to the English Merchants.
- In november 1671 waren er aardbevingen en in juli 1673 werden er rokende vulkanen gezien.
- Op 17 februari 1674 werden Ambon en de omringende eilanden getroffen door een tsunami als gevolg van een zeebeving in de Banda Zee. De vloedgolf die de kust van de eilanden volledig verwoestte, zou minstens drie meter hoog zijn geweest. Diverse personen hielden zich vast aan kanonnen of werden gered uit hoge klapperbomen. De kerk van dominee François Caron kon niet meer gebruikt worden. De ramp kostte minstens 2.243 mensen het leven.[1] De botanicus Georg Everhard Rumphius verloor zijn vrouw en een kind.[2]
- Tussen 1796 en 1802 werd Ambon bezet door de Britten.
- Bij de Vrede van Amiens (27 maart 1802) kwam het eiland opnieuw in handen van de Nederlanders.
- Tussen 9 februari 1810 en 30 mei 1814 werd Ambon opnieuw bezet door de Britten, waarna Nederland het terug kreeg na het Verdrag van Londen.
- In 1942 overvielen de Japanners het eiland.
- In 1945 verklaarde de Republiek Indonesië zich onafhankelijk. Deze werd toen (nog) niet erkend door Nederland.
- Ambon kwam in opstand tegen de gecentraliseerde Republiek Indonesië van president Soekarno, en op 25 april 1950 werd op Ambon de RMS, Republiek der Zuid-Molukken, uitgeroepen.
- Op 17 augustus 1950 vond de invasie van Ambon plaats en werd de RMS verslagen door de Indonesische strijdkrachten (TNI).

## Talen
Op Ambon worden volgens taalkundigen acht talen gesproken. De meest gesproken taal is het Ambonees of Ambonees Maleis, een op het Maleis gebaseerde creoolse taal. Het Bahasa Indonesia (Indonesisch) wordt niet als moedertaal door de oorspronkelijke bevolking zelf gesproken, maar als lingua franca en door immigranten uit vooral Java. De andere zes talen behoren allemaal tot de Centraal-Molukse talen:
- Asilulu
- Hitu
- Laha
- Larike-Wakasihu
- Seit-Kaitetu
- Tulehu

## Fauna
De volgende zoogdieren komen er voor:
| - Asellicus tricuspidatus - Bruine rat (Rattus norvegicus) (geïntroduceerd) - Crocidura maxi (prehistorisch geïntroduceerd) - Dobsonia moluccensis - Dobsonia viridis - Emballonura alecto - Emballonura nigrescens - Emballonura raffrayana - Hipposideros ater - Kerivoula picta - Macroglossus minimus - Miniopterus australis - Miniopterus pusillus - Miniopterus schreibersii - Mormopterus beccarii - Murina florium - Myotis ater - Myotis muricola - Nyctimene cephalotes |  | - Phalanger orientalis (onzeker; prehistorisch geïntroduceerd) - Pipistrellus papuanus - Pipistrellus petersi - Pteropus argentatus (onzeker) - Pteropus chrysoproctus - Pteropus melanopogon - Pteropus temmincki - Rhinolophus arcuatus - Rhinolophus euryotis - Rhinolophus keyensis - Rousettus amplexicaudatus - Spilocuscus maculatus (onzeker; prehistorisch geïntroduceerd) - Suncus murinus (onzeker; prehistorisch geïntroduceerd) - Syconycteris australis - Tylonycteris pachypus - Wild zwijn (Sus scrofa) (prehistorisch geïntroduceerd) - Zwarte rat (Rattus rattus) (geïntroduceerd) |